# Ipotești
Ipotești es una comuna ubicada en el distrito de Suceava, Rumania.

## Superficie
Posee una superficie de 22,82 kilómetros cuadrados.

## Demografía
Hasta 2021 la población era de 9346 habitantes, con una densidad de población de 409,6 habitantes por kilómetro cuadrado.